# 마히 길
마히 길(힌디어: माही गिल, 영어: Mahie Gill, 1975년 12월 19일 ~ )은 인도의 배우이다.

## 출연 작품
- 갱 오브 고스트 (2014)
- 잔지어 (2013)
- 마이클 (2011)
- 다방 (2010)
- 판 싱 토마르 (2010)
- 데브 디 (2009)
- 구라알 (2009)